# Moxiszilit
A moxiszilit (INN: moxisylyte, másik nevén thymoxamine) adrenerg α-blokkoló. Raynaud-kór rövid idejű kezelésére szolgál.

## Alkalmazás
A kezdő adag naponta négyszer 40 mg, mely szükség esetén 80 mg-ra emelhető. A Raynaud-kór tünetei általában hidegben jelentkeznek, ezért ilyenkor célszerű háromóránként szedni.
Gyermekek számára nem ajánlott. Terhes és szoptató nőkkel kapcsolatos tapasztalat nincs, ezért a szer ellenjavallt. 65 év felett fokozott odafigyelés szükséges, bár a fenti adag betartása esetén nem jeleztek problémát.
Cukorbetegeknél figyelni kell rá, hogy elméletileg csökkentheti a szükséges inzulinmennyiséget.
A moxiszilit értágító hatású, ezért elméletileg felerősítheti a vérnyomáscsökkentő gyógyszerek hatását, de normál adag esetén nem jeleztek ilyen problémát.
A mellékhatások ritkák és gyorsan elmúlnak: enyhe hányinger, hasmenés, szédülés, arcpír.

## Készítmények[4]
Moxiszilit:
- Arlitene
- Arlytene
- Valyten
- Vasoklin

Hidroklorid formában:
- Apifor
- Carlytene
- Erecnos
- Icavex
- Opilon
- Uroalpha

Amobarbitállal kombinálva:
- Carlytene Amobarbital

Magyarországon nincs forgalomban moxiszilit-tartalmú készítmény.